# Farol do Cabo Raso
Farol do Cabo Raso é um farol português que se localiza no Cabo Raso, no Forte de São Brás de Sanxete, freguesia e Município de Cascais, Distrito de Lisboa.
Trata-se de uma torre metálica, cilíndrica, vermelha, com treze metros de altura. Com lanterna e varandim e edifícios anexos.